# Ерзінь
Ерзінь (тур. Erzin) — місто і район в провінції Хатай (Туреччина).

## Історія
Люди жили в цих місцях з найдавніших часів. Згодом місто входило до складу різних держав; у XVI столітті він потрапив до складу Османської імперії.
Після закінчення Першої світової війни відповідно до рішень конференції в Сан-Ремо ця територія перейшла під французьке управління. Згідно з франко-турецьким договором 20 жовтня 1921 Александреттський санджак був виділений в особливу автономну адміністративну одиницю всередині французького мандата, оскільки в ньому, крім арабів і вірмен, проживала значна кількість турків. 7 вересня 1938 року на північному заході Сирії на території Александреттського санджаку утворилася Держава Хатай, яка 29 червня 1939 року була анексована Туреччиною, після чого райони Дьортйол, Ерзінь і Хасса провінція Газіантеп були приєднані до новоствореного ілу Хатай.
Ерзінь був єдиним районом провінції Хатай, де жодна з будівель не зруйнувалася після землетрусу в Туреччині та Сирії 2023 року. Це сталося через те, що нинішній та попередній мери обережно ставилися до будівництва житла; район здебільшого складається з окремих будинків, та не мають багато поверхів[джерело?].

## Міста-побратими
- Губа